# Tante Rosa
Tante Rosa ist ein Roman der türkischen Schriftstellerin Sevgi Soysal, der 1968 in der Türkei erschien und 1982 auch in das Deutsche übersetzt herauskam.

## Inhalt
Eine Frau begehrt gegen ihr Leben, das in keiner Weise ihren Vorstellungen entspricht, auf. Sie ist im Gegensatz zu ähnlichen Frauenfiguren im Werk der Autorin allerdings keine muslimische Türkin, sondern eine bayerische Katholikin.

## Rezeption
In der Türkei wurde das Werk, in dem die Autorin, Tochter einer Deutschen und eines Türken, den deutschen Teil ihrer Herkunft verarbeitet, mit großem Interesse rezipiert.
Tante Rosa wurde in Hiersemanns Romanführer aufgenommen, der den „Inhalt der Romane und Novellen der Weltliteratur“ zum Gegenstand hat. Für die renommierte Bibliothekarin und Rezensentin Erika Werner ist die Figur der Tante Rosa „eine ambivalente (...), die in sich die Kritik der Autorin an der aufgezwungenen Rolle der Frau mit ihren Zweifeln am Sinn emanzipatorischer Kraftakte vereint.“

## Einzelbelege
1. ↑  Ingrid Gogolin: Migration und sprachliche Bildung; 2005, S. 105 f.
2. ↑  http://www.tuerkischdeutsche-literatur.de/titel-details/items/493.html